# Aeshna caerulea
(Aeshna caerulea là một loài chuồn chuồn ngô nhỏ trong họ Aeshnidae. Chúng bay vào cuối tháng 5 đến tháng 8.
Nó có cơ thể màu nâu, dài 62 mm. Cả hai giới có các đốm màu xanh ở bụng và ngực cũng có các vết màu xanh. Vết trên con đực sáng hơn và dễ thấy hơn so với con cái.

## Hình ảnh

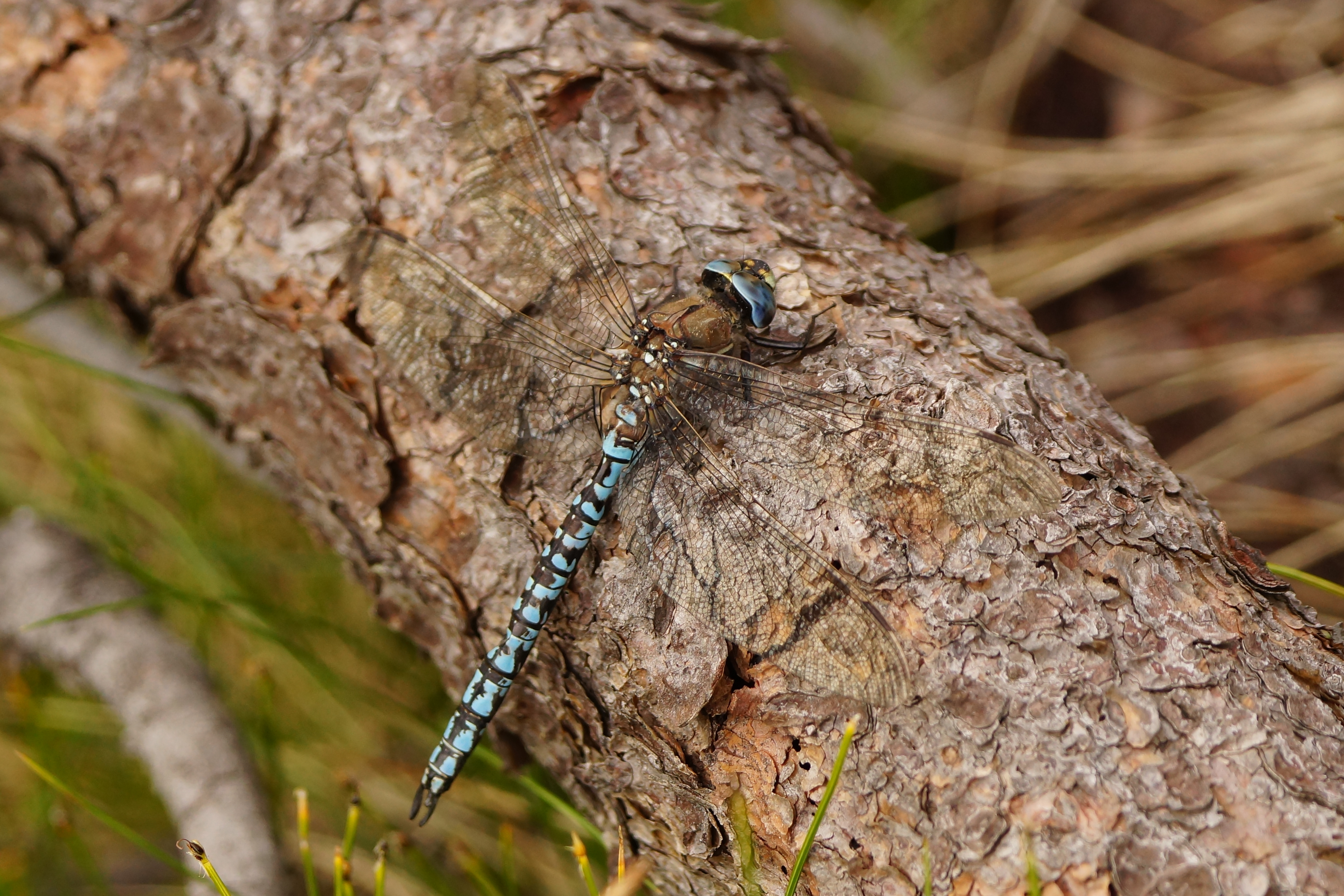